# Theritas drucei
Theritas drucei is een vlinder uit de familie van de Lycaenidae. De wetenschappelijke naam van de soort is voor het eerst geldig gepubliceerd in 1926 door Percy Lathy. De soort komt voor in het zuiden van Brazilië.